# Metal estremo
Il metal estremo (chiamato spesso anche, all'inglese, extreme metal) è una macro-categoria che racchiude i generi più duri e violenti dell'heavy metal. I cinque generi principali del metal estremo sono speed, thrash, death, black e doom metal; vengono anche categorizzati in questa frangia generi nati, in seguito, da varie fusioni o evoluzioni.

## Caratteristiche
Le correnti metal estreme sono generalmente caratterizzate da chitarre e bassi molto distorti e con un'accordatura, alle volte, molto bassa. Le ritmiche di batteria, ad esclusione che nel doom metal, sono spesso martellanti e velocissime (frequente l'uso del blast beat, groove ampiamente usato nel black metal, thrash Metal e death metal), il tutto condito dall'uso vocale del growl e/o dello scream, una forma vocale distorta o "urlata", che nello speed/thrash è utilizzato in una forma embrionale, meno estrema. Il doom metal può essere alternativamente caratterizzato dall'uso vocale di cantato pulito, growl o scream ma, diversamente dagli altri tre generi, le ritmiche sono molto lente e cadenzate (più il doom si estremizza e più il ritmo diventa lento).

## Maggiori ispirazioni
I precursori del metal estremo sono i Venom che ne formarono le basi con l'esordio Welcome to Hell (1981). Il secondo disco Black Metal (1982), fu importante per la nascita del black e del thrash metal.
Un'altra formazione estrema da ricordare sono gli Slayer che con l'Ep Haunting the Chapel del 1984, misero in luce uno stile molto violento e diverso da altri gruppi thrash metal. Il terzo album degli Slayer, Reign in Blood (1986) è accreditato tra le maggiori influenze per il death metal, assieme a Seven Churches (1985) dei Possessed.
Per quanto riguarda il black metal, oltre ai Venom, contribuirono molto gruppi come Bathory con Under The Sign of the Black Mark (1987), album che contiene connotati musicali tuttora usati da molti gruppi del genere; e i Mayhem che con il loro De Mysteriis Dom Sathanas, insieme ad altri album cult di gruppi come Emperor, Darkthrone, Burzum, Immortal, hanno gettato le basi per la seconda ondata black metal. Gli Hellhammer prima e successivamente  i Celtic Frost furono molto importanti per il futuro movimento black e con Into the Pandemonium (1987) furono precursori del cosiddetto avantgarde metal.
Il doom metal evidenzia la musica dei Black Sabbath come maggiore influenza, assieme a quella di gruppi come Black Widow, Atomic Rooster e Pentagram. Tra le prime formazioni doom metal vi sono gli svedesi Candlemass con Epicus Doomicus Metallicus (1986), con cui, in verità, si addizionavano anche melodie relativamente più "epiche" piuttosto che oscure. Un altro gruppo fra i pionieri del genere sono gli inglesi Cathedral (fondati da un ex componente del gruppo grindcore inglese Napalm Death), che invece tendevano ad essere maggiormente influenzati dall'heavy metal classico.

## Diffusione
I gruppi menzionati permisero la diffusione del metal estremo in tutto il globo. Il thrash e il death metal ebbero un buon riscontro nel Nord America e si diffusero anche nell'America Latina ed in Europa mentre il black metal e il doom metal riuscirono ad ottenere un certo seguito solo in Europa (soprattutto in Scandinavia). Con il passare del tempo, il metal estremo divenne sempre più complesso, a causa della nascita di numerosi sottogeneri e di numerose etichette che i critici hanno usato per definire i nuovi stili. Il death metal, ad esempio, vide la proliferazione di numerose diramazioni, alcune ancor più estreme (brutal death metal, deathgrind) altre più melodiche o più tecniche (melodic death metal, progressive death metal, technical death metal). Dal black metal, invece, scaturirono nuove forme come il symphonic black metal, l'avant-garde metal,  black ambient e depressive black metal.

## Generi del metal estremo

### Generi principali del metal estremo
- Black metal
- Death metal
- Speed metal
- Thrash metal
- Doom metal

### Sottogeneri principali
- Sottogeneri del thrash metal
  - Technical thrash metal
  - Progressive thrash metal
  - Avant-garde metal
- Sottogeneri del black metal
  - Symphonic black metal
  - Viking metal
  - War metal
  - Depressive black metal
  - Celtic metal
  - National Socialist Black Metal
  - Red and Anarchist Black Metal
  - Blackgaze
- Sottogeneri del death metal
  - Melodic death metal
  - Technical death metal
  - Progressive death metal
  - Brutal death metal
    - Slam death metal
    - Technical/progressive brutal death metal

  - Symphonic death metal
- Sottogeneri del doom metal
  - Drone metal[1]
  - Funeral doom[1]
  - Stoner doom

### Generi derivati
- Genere derivato dal thrash metal
  - Groove metal

### Generi metal estremo nati da varie fusioni
Unioni fra più stili del metal estremo
- Blackened death metal
- Blackened thrash metal
- Death doom metal
- Gothic metal

Unioni con stili punk e hardcore
- Crossover thrash
- Crust punk
- Power violence
- Screamo
- Emo violence
- Metalcore
  - Melodic metalcore
  - Electronicore
  - Mathcore
  - Nintendocore
- Thrashcore
  - Grindcore
    - Deathgrind
    - Goregrind
    - Deathcore
    - Cybergrind
    - Porngrind
- Sludge metal[1]
- Nu metal

Unioni con altri generi musicali
- Black 'n' roll
- Death 'n' roll